# ساسان ساسانکان
ساسان (پارسی میانه: Sāsān) یکی از نجیب‌زادگان ساسانی در سده سوم میلادی در زمان حکومت شاپور یکم بود.

## زندگی

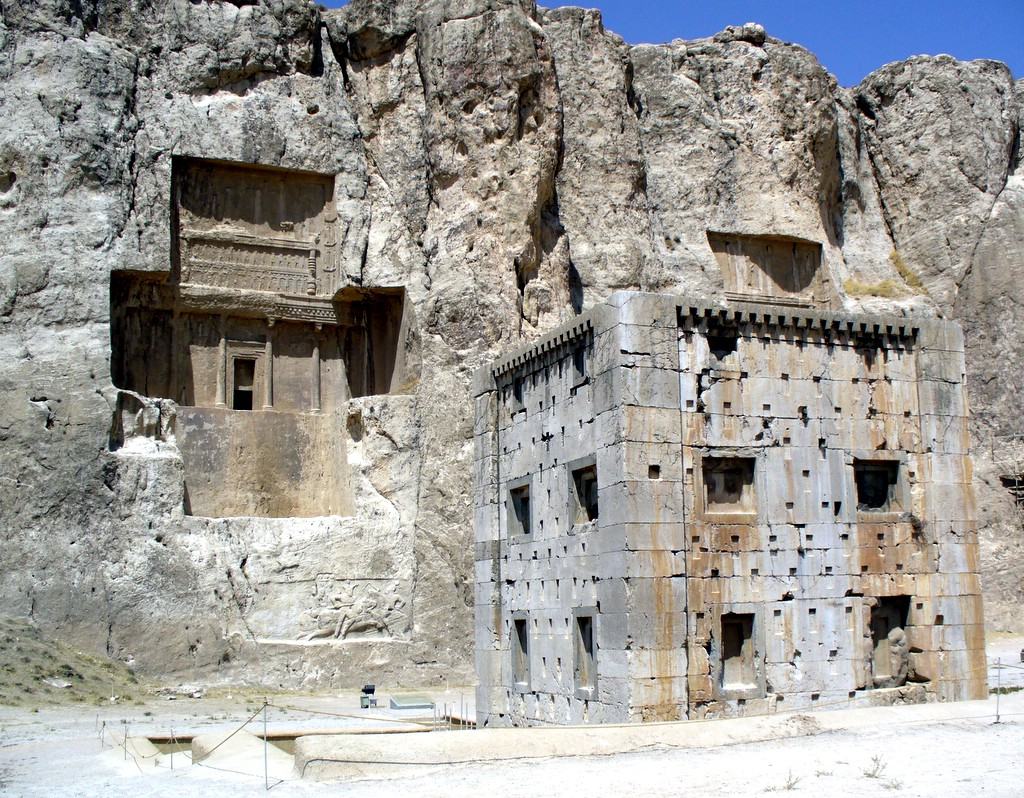
کعبه زرتشت، جایی که سنگ‌نوشته شاپور یکم حک شده‌است

از او در سنگ‌نوشته شاپور یکم بر کعبه زرتشت یاد شده‌است. او در این سنگ‌نوشته در میان ۶۷ نجیب‌زاده در رتبهٔ پنجاه‌وهفتم قرار دارد و با توجه به متن سنگ‌نوشته یک خواجه بود. اطلاعات دیگری از زندگی او در دست نیست.